# Freedom Hosting
Freedom Hosting war ein als „Hidden Service“ konzipiert und betriebener Webhosting-Dienst, auf dessen Servern mehrere prominente Websites des Deep Webs verfügbar gemacht wurden. Betreiber des Dienstes war Eric Eoin Marques.
Freedom Hosting hat jedem, für jegliche Zwecke, Webspace zur Verfügung gestellt, ohne Inhaltliche oder sonstige Ausschlusskriterien zu haben.

## Betrieb
Im Zuge der Verhaftung des Betreibers wurde bekannt, dass er größere Geldmengen nach Osteuropa verschoben haben soll. Daraus wird gefolgert, dass die Server-Standorte dort sind oder waren.

## DDoS durch Anonymous
Das lose Hacktivisten-Kollektiv Anonymous hat 2011 mit einer Distributed-Denial-of-Service-Attacke auf Freedom Hosting im Rahmen der „Operation Darknet“ verschiedene Kinderpornographie-Websites temporär vom Netz genommen, unter den laut eigenen Aussagen mehr als 40 Tauschplattformen war auch Lolita City mit mehr als 100 Gigabyte Bild- und Videomaterial.

## Honeypot des FBI
Nach der Verhaftung Marques’ waren alle Freedom-Hosting-Seiten kurzfristig offline, meldeten dann aber „Down for Maintenance“ (etwa: Wartungsarbeiten werden durchgeführt). Allerdings lieferte diese Wartungseite Malware an den Besucher aus. Der Schad-Code war in JavaScript geschrieben und in einem iframe versteckt. Er sendete die IP- und MAC-Adresse des Aufrufenden an einen Server in Virginia. Zusammen mit der zeitlichen Nähe zur durch das FBI angestoßenen Verhaftung und dem Antrag auf die Auslieferung Eric Marques’ an die Vereinigten Staaten wird daraus von der Presse abgeleitet, der Zero-Day-Exploit komme von dem in Langley (Virginia) ansässigen Nachrichtendienst CIA und würde auf Grund der Betroffenheit aller Tor-Nutzer die Unschuldsvermutung unterwandern. Der Ziel-Server wird vom Militärdienstleister SAIC betrieben.
(Siehe auch: Tor#Sicherheitslücken in Webbrowsern)